# Canton de La Roche-sur-Yon
Pour les articles homonymes, voir Canton de La Roche-sur-Yon (homonymie).
Le canton de La Roche-sur-Yon est une ancienne division administrative française, située dans le département de la Vendée et la région Pays-de-la-Loire.
Créé en janvier 1790, il disparaît à la suite d’une scission opérée par un décret d’août 1973, qui le partage entre le canton de La Roche-sur-Yon-Nord et celui de La Roche-sur-Yon-Sud.

## Dénomination
Au cours de l’histoire, le canton a pris les noms successifs de :
- canton de La Roche-sur-Yon, sous la Révolution, à partir du 26 janvier 1790 ;
- canton de Napoléon, sous le Premier Empire, à partir du 10 fructidor an XII (28 août 1804) ;
- canton de La Roche-sur-Yon, une quinzaine de jours en avril 1814 ;
- canton de Bourbon-Vendée, pendant la Première Restauration, à partir du 28 avril 1814, en conformité avec l’ordonnance du roi du 8 juillet 1814[2] ;
- canton de Napoléon, à l’occasion des Cent-Jours, à partir du décret impérial du 14 avril 1815[3] ;
- canton de Bourbon-Vendée, sous la Seconde Restauration et la monarchie de Juillet, à partir de juin 1815 ;
- canton de Napoléon-Vendée, sous la Deuxième République et le Second Empire, à partir du décret du 18 mars 1848[Off. 1] ;
- et canton de La Roche-sur-Yon, à partir du décret du 27 septembre 1870[Off. 2].

## Histoire

Les communes du canton de La Roche-sur-Yon au 1 avril 1973.

Le canton est créé à la Révolution, par un décret particulier du 26 janvier 1790. Il fait partie, jusqu’en 1795, du district de La Roche-sur-Yon.
Le canton est remanié une première fois par l’arrêté du premier consul du 9 brumaire an X (31 octobre 1801) portant réduction des justices de paix du département de la Vendée, qui lui permet de s’étendre sur 6 communes supplémentaires. Sous la Restauration, une nouvelle délimitation cantonale dans le département est opérée par Louis XVIII par la loi du 21 juillet 1824 relative à diverses modifications dans la circonscription du territoire ; le canton est à partir de cette date constitué de 5 communes de plus.
D’abord rattaché a l’arrondissement de Montaigu par la loi du 28 pluviôse an VIII (17 février 1800) et l’arrêté du 17 ventôse an VIII (8 mars 1800),, il dépend par la suite de l’arrondissement de Napoléon (La Roche-sur-Yon) à la suite du décret impérial du 5 prairial an XII (25 mai 1804), avec effet au 1er fructidor (19 août),. Toutefois, la suppression de l’arrondissement de Montaigu et le transfert de la préfecture de Fontenay-le-Comte à Napoléon n’est actée officiellement que par un décret du 14 juin 1810.
À la suite d’une délibération du conseil général de janvier 1973, un décret du 2 août 1973 du ministre de l’Intérieur Raymond Marcellin prononce la séparation du canton en deux nouvelles entités, dont La Roche-sur-Yon reste le chef-lieu : le canton de La Roche-sur-Yon-Nord et le canton de La Roche-sur-Yon-Sud. L’entité disparaît à l’issue des élections cantonales des 7 et 14 mars 1976, lors la séance d’installation du conseil général, le 17 mars 1976.
| Janvier 1790 | Octobre 1801 | Juillet 1824 | Août 1827 | Juillet 1964 | Avril 1973 |
| ------------ | ------------ | ------------ | --------- | ------------ | ---------- |
| 5            | 11           | 16           | 15        | 13           | 12         |

## Géographie
Situé au cœur du département, dans le Bas-Bocage, le canton était organisé autour de la commune de La Roche-sur-Yon, préfecture de la Vendée à partir de 1804.
La superficie du canton est de 40 063 hectares, avec une altitude variant de 6 (à Chaillé-sous-les-Ormeaux) à 112 mètres (à La Chaize-le-Vicomte).
| Commune                  | Surface (ha) | Altitude (m) | Altitude (m) |
| Commune                  | Surface (ha) | Mini         | Maxi         |
| ------------------------ | ------------ | ------------ | ------------ |
| Aubigny                  | 2 579        | 33           | 77           |
| Chaillé-sous-les-Ormeaux | 1 750        | 6            | 77           |
| La Chaize-le-Vicomte     | 4 951        | 32           | 112          |
| Les Clouzeaux            | 2 649        | 37           | 77           |
| Fougeré                  | 2 689        | 53           | 110          |
| Mouilleron-le-Captif     | 1 973        | 49           | 83           |
| Nesmy                    | 2 452        | 32           | 79           |
| La Roche-sur-Yon         | 8 752        | 32           | 94           |
| Saint-Florent-des-Bois   | 3 676        | 18           | 83           |
| Le Tablier               | 928          | 7            | 81           |
| Thorigny                 | 3 215        | 19           | 97           |
| Venansault               | 4 449        | 33           | 79           |

## Composition

### Découpage du 26 janvier 1790
| \| Commune \| Période \| Réf. \| \| ---------------------------- \| --------- \| --------- \| \| Le Bourg-sur-la-Roche[a] \| 1790-1801 \| [Cass. 1] \| \| Château-Fromage \| 1790-1801 \| [Cass. 2] \| \| Les Clouzeaux \| 1790-1801 \| [Cass. 3] \| \| La Roche-sur-Yon (chef-lieu) \| 1790-1801 \| [Cass. 4] \| \| Saint-André-Dornai[b] \| 1790-1801 \| [Cass. 5] \| | Les communes du canton de La Roche-sur-Yon, en 1790. |             |
| Commune | Période                                              | Réf.        |
| Le Bourg-sur-la-Roche | 1790-1801                                            | [ Cass. 1 ] |
| Château-Fromage | 1790-1801                                            | [ Cass. 2 ] |
| Les Clouzeaux | 1790-1801                                            | [ Cass. 3 ] |
| La Roche-sur-Yon (chef-lieu) | 1790-1801                                            | [ Cass. 4 ] |
| Saint-André-Dornai | 1790-1801                                            | [ Cass. 5 ] |

### Découpage du 9 brumaire an X
| \| Commune \| Période \| Réf. \| \| ------------------------------- \| --------- \| ---------- \| \| Le Bourg[a] \| 1801-1824 \| [Cass. 1] \| \| La Chaise[c] \| 1801-1824 \| [Cass. 6] \| \| Château-Fromage \| 1801-1824 \| [Cass. 2] \| \| Les Clouzeaux \| 1801-1824 \| [Cass. 3] \| \| Fougéré[d] \| 1801-1824 \| [Cass. 7] \| \| La Limousinière[e] \| 1801-1824 \| [Cass. 8] \| \| Mouilleron-le-Captif \| 1801-1824 \| [Cass. 9] \| \| La Roche-sur-Yon[f] (chef-lieu) \| 1801-1824 \| [Cass. 4] \| \| Saint-André-d’Ornay \| 1801-1824 \| [Cass. 5] \| \| Thorigny \| 1801-1824 \| [Cass. 10] \| \| Venansault \| 1801-1824 \| [Cass. 11] \| | Les communes du canton de La Roche-sur-Yon, en 1801. |              |
| Commune | Période                                              | Réf.         |
| Le Bourg | 1801-1824                                            | [ Cass. 1 ]  |
| La Chaise | 1801-1824                                            | [ Cass. 6 ]  |
| Château-Fromage | 1801-1824                                            | [ Cass. 2 ]  |
| Les Clouzeaux | 1801-1824                                            | [ Cass. 3 ]  |
| Fougéré | 1801-1824                                            | [ Cass. 7 ]  |
| La Limousinière | 1801-1824                                            | [ Cass. 8 ]  |
| Mouilleron-le-Captif | 1801-1824                                            | [ Cass. 9 ]  |
| La Roche-sur-Yon (chef-lieu) | 1801-1824                                            | [ Cass. 4 ]  |
| Saint-André-d’Ornay | 1801-1824                                            | [ Cass. 5 ]  |
| Thorigny | 1801-1824                                            | [ Cass. 10 ] |
| Venansault | 1801-1824                                            | [ Cass. 11 ] |

### Découpage du 21 juillet 1824
| \| Commune \| Période \| Réf. \| \| ----------------------------- \| ------------ \| ---------- \| \| Aubigny \| 1824-1976 \| [Cass. 12] \| \| Le Bourg-sous-Bourbon[a] \| 1824-1964[g] \| [Cass. 1] \| \| Chaillé-sous-les-Ormeaux \| 1824-1976 \| [Cass. 13] \| \| La Chaize-le-Vicomte \| 1824-1976 \| [Cass. 6] \| \| Château-Fromage \| 1824-1827[h] \| [Cass. 2] \| \| Les Clouzeaux \| 1824-1976 \| [Cass. 3] \| \| Fougeré \| 1824-1976 \| [Cass. 7] \| \| La Limouzinière \| 1824-1973[i] \| [Cass. 8] \| \| Mouilleron-le-Captif \| 1824-1976 \| [Cass. 9] \| \| Nesmy \| 1824-1976 \| [Cass. 14] \| \| Bourbon-Vendée[f] (chef-lieu) \| 1824-1976 \| [Cass. 4] \| \| Saint-André-d’Ornay \| 1824-1964[g] \| [Cass. 5] \| \| Saint-Florent-des-Bois \| 1824-1976 \| [Cass. 15] \| \| Le Tablier \| 1824-1976 \| [Cass. 16] \| \| Thorigny \| 1824-1976 \| [Cass. 10] \| \| Venansault \| 1824-1976 \| [Cass. 11] \| | Les communes du canton de Bourbon-Vendée, en 1824. |              |
| Commune | Période                                            | Réf.         |
| Aubigny | 1824-1976                                          | [ Cass. 12 ] |
| Le Bourg-sous-Bourbon | 1824-1964                                          | [ Cass. 1 ]  |
| Chaillé-sous-les-Ormeaux | 1824-1976                                          | [ Cass. 13 ] |
| La Chaize-le-Vicomte | 1824-1976                                          | [ Cass. 6 ]  |
| Château-Fromage | 1824-1827                                          | [ Cass. 2 ]  |
| Les Clouzeaux | 1824-1976                                          | [ Cass. 3 ]  |
| Fougeré | 1824-1976                                          | [ Cass. 7 ]  |
| La Limouzinière | 1824-1973                                          | [ Cass. 8 ]  |
| Mouilleron-le-Captif | 1824-1976                                          | [ Cass. 9 ]  |
| Nesmy | 1824-1976                                          | [ Cass. 14 ] |
| Bourbon-Vendée (chef-lieu) | 1824-1976                                          | [ Cass. 4 ]  |
| Saint-André-d’Ornay | 1824-1964                                          | [ Cass. 5 ]  |
| Saint-Florent-des-Bois | 1824-1976                                          | [ Cass. 15 ] |
| Le Tablier | 1824-1976                                          | [ Cass. 16 ] |
| Thorigny | 1824-1976                                          | [ Cass. 10 ] |
| Venansault | 1824-1976                                          | [ Cass. 11 ] |

## Représentation
Le canton de La Roche-sur-Yon est la circonscription d’élection d’un des membres du conseil général de la Vendée, désigné lors des élections cantonales.

### Liste des conseillers généraux (de 1833 à 1976)
| Période                                  | Période      | Identité                                    | Étiquette              | Qualité |
| ---------------------------------------- | ------------ | ------------------------------------------- | ---------------------- | --- |
| Les données manquantes sont à compléter. |              |                                             |                        | |
| 14 novembre 1833                         | 1848         | Augustin Millet                             |                        | Maire des Clouzeaux |
| 20 août 1848                             | 1852 ?       | Henri Levesque de Puiberneau                | Droite                 | Propriétaire Maire de Fougeré Député (1871-1876, 1877-1878) |
| 1852                                     | 1861 ?       | Jean-Hélie-Émile, marquis de Sainte-Hermine | Majorité dynastique    | Ancien secrétaire général de la préfecture de la Vendée Député (1852-1869) |
| 15 juin 1861                             | 1871         | Henri Levesque de Puiberneau                | Droite                 | Propriétaire Maire de Fougeré Député (1871-1876, 1877-1878) |
| 8 octobre 1871                           | 1886         | Hippolyte Périer                            | Droite                 | Maire de La Roche-sur-Yon (1871-1877 et 1877-1881) |
| 8 août 1886                              | 1922 ?       | Albert Godet                                | Radical                | Maire du Tablier |
| 14 mai 1922                              | 1934         | Georges Durand                              | Républicains de gauche | Maire du Bourg-sous-la-Roche-sur-Yon, conseiller d'arrondissement |
| 7 octobre 1934                           | 1940         | René Cullerre                               | Républicains de gauche | Médecin, adjoint au maire de La Roche-sur-Yon Nommé conseiller départemental en 1943 |
|                                          |              |                                             |                        | |
| 24 mars 1943                             | 1945         | Léon Tapon                                  |                        | Brasseur Maire de La Roche-sur-Yon (1940-1944) Nommé conseiller départemental en 1943 |
|                                          |              |                                             |                        | |
| 23 septembre 1945                        | 1958         | André Péaud                                 | Radical                | Médecin, ancien conseiller d'arrondissement Maire de La Chaize-le-Vicomte |
| 20 avril 1958                            | 17 mars 1976 | Hubert Durand                               | CNIP                   | Directeur de la fédération Vendée Loire et Sèvres des Caisses de crédit mutuel libre Sénateur (1959-1977) Président du conseil général (1969-1970) Elu en 1976 dans le Canton de la Roche-sur-Yon-Sud |

### Liste des conseillers d'arrondissement (de 1833 à 1940)
| Période                                  | Période               | Identité                                   | Étiquette               | Qualité |
| ---------------------------------------- | --------------------- | ------------------------------------------ | ----------------------- | --- |
| 1833                                     | 1848                  | Charles Louis René Gautier (1785-1856)     |                         | Notaire à Bourbon-Vendée                                                                                    |
|                                          |                       |                                            |                         | |
| av.1865                                  |                       | Aristide Esgonnière du Thibœuf (1815-1869) |                         | Propriétaire, maire de La Chaize-le-Vicomte                                                                 |
|                                          |                       |                                            |                         | |
| 1901                                     | 1919                  | Emmanuel Blé                               | Républicain             | Médecin du lycée et de l'école normale d'institutrices, La Roche-sur-Yon                                    |
| 1919                                     | 1922                  | Georges Durand                             | Républicains de gauche  | Maire du Bourg-sous-la-Roche-sur-Yon                                                                        |
|                                          |                       |                                            |                         | |
|                                          | 1931 (démissionnaire) | René Cullerre                              | Républicains de gauche  | Médecin, adjoint au maire de La Roche-sur-Yon                                                               |
| 1931                                     | 1937                  | Louis Rambaud                              | Républicain indépendant | Médecin, maire des Clouzeaux, ancien conseiller municipal de Chantonnay, Sénateur (1933-1944)               |
| 1937                                     | 1940                  | André Péaud                                | Rad.ind.                | Médecin à La Roche-sur-Yon                                                                                  |
| 1940                                     |                       |                                            |                         | Les conseils d'arrondissement ont été suspendus par la loi du 12 octobre 1940 et n'ont jamais été réactivés |
| Les données manquantes sont à compléter. |                       |                                            |                         | |

## Démographie
| 1800  | 1806  | 1821   | 1831   | 1836   | 1841   | 1846   | 1851   | 1856   |
| ----- | ----- | ------ | ------ | ------ | ------ | ------ | ------ | ------ |
| 3 628 | 8 260 | 11 963 | 18 570 | 20 618 | 21 285 | 24 075 | 25 322 | 26 331 |

| 1861   | 1866   | 1872   | 1876   | 1881   | 1886   | 1891   | 1896   | 1901   |
| ------ | ------ | ------ | ------ | ------ | ------ | ------ | ------ | ------ |
| 26 703 | 27 677 | 27 970 | 29 088 | 30 770 | 32 218 | 33 435 | 34 021 | 34 765 |

| 1906   | 1911   | 1921   | 1926   | 1931   | 1936   | 1946   | 1954   | 1962   |
| ------ | ------ | ------ | ------ | ------ | ------ | ------ | ------ | ------ |
| 34 687 | 35 087 | 31 591 | 32 115 | 32 769 | 33 528 | 35 710 | 37 286 | 42 514 |

| 1968   | - | - | - | - | - | - | - | - |
| ------ | - | - | - | - | - | - | - | - |
| 48 947 | - | - | - | - | - | - | - | - |